# Wang Ying
Wang Ying (født 10. september 1976 i Shanghai, Kina) er en kinesisk komponist og pianist.
Ying studerede klaver, komposition og instrumentering på Shanghai Musikkonservatorium med endt eksamen i (2002). Hun flyttede til Tyskland nærmere Köln (2003), hvor hun studerede videre på Musikhøjskolen for Dans og Musik og senere på Musikkonservatoriet der. Ying har skrevet orkesterværker, kammermusik, elektronisk musik, en kammeropera, vokalværker, solo stykker for klaver etc. Yings musik er en blanding af kinesisk folklore og vestlig moderne klassisk musik.

## Udvalgte værker
- Som fjern , som lys (2007) - for orkester
- Stål, Damp, Storm (2008-2009) - for orkester
- Vilde Græsser (1999-2000) - opera
- Skygger gennem klangen lll (2008) - for overtonesang og elektroniske lyde